# Quận Itasca, Minnesota
Quận Itasca là một quận thuộc tiểu bang Minnesota, Hoa Kỳ.
Quận này được đặt tên theo từ tiếng Latin là "sự thật" và "đầu". Theo điều tra dân số của Cục điều tra dân số Hoa Kỳ năm 2000, quận có dân số 43.992 người. Quận lỵ đóng ở Grand Rapids6. 

## Địa lý
Theo Cục điều tra dân số Hoa Kỳ, quận có diện tích 7583 km², trong đó có 680 km² là diện tích mặt nước.

### Các xa lộ chính
| - U.S. Highway 2 - U.S. Highway 71 - U.S. Highway 169 - Minnesota State Highway 1 - Minnesota State Highway 6 | - Minnesota State Highway 38 - Minnesota State Highway 46 - Minnesota State Highway 65 - Minnesota State Highway 286 |

### Quận giáp ranh
- Quận Koochiching (bắc)
- Quận St. Louis (đông)
- Quận Aitkin (nam)
- Quận Cass (tây nam)
- Quận Beltrami (tây)

## Thông tin nhân khẩu

Tháp tuổi theo điều tra dân số năm 2000.

Theo điều tra dân số 2 năm 2000, quận đã có dân số 43.992 người, 17.789 hộ gia đình, và 12.381 gia đình sống trong quận này. Mật độ dân số là 16 người trên một dặm vuông (6/km ²). Có 24.528 đơn vị nhà ở với mật độ trung bình là 9 trên một dặm vuông (4/km ²). Cơ cấu chủng tộc của quận bao gồm 94,64% người da trắng, 0,16% da đen hay Mỹ gốc Phi, 3,40% người Mỹ bản xứ, 0,27% châu Á, Thái Bình Dương 0,02%, 0,16% từ các chủng tộc khác, và 1,34% từ hai hoặc nhiều chủng tộc. 0,60% dân số là người Hispanic hay Latino thuộc một chủng tộc nào. 25,6% là người gốc Đức, 13,8% người gốc Na Uy, người gốc Phần Lan 7,7%, 7,2% người gốc Thụy Điển, Ailen 6,2%, 5,0%, thổ dân Mỹ và 5,0% gốc Anh.
Có 17.789 hộ, trong đó 29,20% có trẻ em dưới 18 tuổi sống chung với họ, 58,30% là đôi vợ chồng sống với nhau, 7,60% có một chủ hộ nữ và không có chồng, và 30,40% là các gia đình không. 26,00% hộ gia đình đã được tạo ra từ các cá nhân và 12,20% có người sống một mình 65 tuổi hoặc lớn tuổi hơn là người. Cỡ hộ trung bình là 2,43 và cỡ gia đình trung bình là 2,91.
Trong quận, cơ cấu độ tuổi dân cư trải ra với 24,40% dưới độ tuổi 18, 7,60% 18-24, 24,40% 25-44, 26,70% từ 45 đến 64, và 16,80% từ 65 tuổi trở lên người. Độ tuổi trung bình là 41 năm. Đối với mỗi 100 nữ có 99,70 nam giới. Đối với mỗi 100 nữ 18 tuổi trở lên, đã có 98,20 nam giới.
Thu nhập trung bình cho một hộ gia đình trong quận đã được $ 36.234, và thu nhập trung bình cho một gia đình là 44.025 USD. Phái nam có thu nhập trung bình 37.066 USD so với 22.327 USD đối với phái nữ. Thu nhập bình quân đầu người là 17.717 USD. Giới 7,70% gia đình và 10,60% dân số sống dưới mức nghèo khổ, bao gồm 13,60% những người dưới 18 tuổi và 8,80% của những người 65 tuổi hoặc hơn.